# Benito Juárez, Motozintla
Benito Juárez är en ort i Mexiko.   Den ligger i kommunen Motozintla och delstaten Chiapas, i den sydöstra delen av landet, 900 km sydost om huvudstaden Mexico City. Benito Juárez ligger 2 086 meter över havet och antalet invånare är 766.
Terrängen runt Benito Juárez är bergig åt nordväst, men åt sydost är den kuperad. Runt Benito Juárez är det ganska tätbefolkat, med 78 invånare per kvadratkilometer. Närmaste större samhälle är Motozintla de Mendoza, 7,1 km öster om Benito Juárez. Omgivningarna runt Benito Juárez är en mosaik av jordbruksmark och naturlig växtlighet.